# Kahmetahwungaguma
Kahmetahwungaguma (Sandy Lake Chippewa; Gaa-mitaawangaagamaag-ininiwag), jedna od bandi Chippewa Indijanaca s jezera Sandy Lake. u okrugu Aitkin na gornjem Mississippiju, gdje svoje prvo selo grade negdje 1730. godine. Otada postaju poznati kao Sandy Lake Chippewa.
Godine 1807. neke od njih kompanija Northwest Fur prebacila je na rijeku Pembina.